# Rachid Belkacem
Rachid Belkacem, bijgenaamd Abu Fadel, (Beni Said (Marokko), 6 mei 1978 - Zierikzee, 5 juli 2006) was een Nederlandse man van Marokkaanse afkomst, die enige tijd verdacht werd lid te zijn geweest van de Hofstadgroep.
Volgens het OM werd Belkacem verdacht van het helpen van Redouan al-Issar bij zijn vertrek uit Nederland op de dag van de moord op Theo van Gogh op 2 november 2004. Al-Issar zou de geestelijk leider van de Hofstadgroep zijn geweest.
Belkacem was al eerder bij de politie in Zeeland in beeld gekomen in een onderzoek naar mensensmokkel. Hij werd op verzoek van Nederland op 22 juni 2005 in Londen gearresteerd. Op 26 juli 2005 werd hij uitgeleverd aan Nederland. Op 10 maart 2006 sprak de rechtbank Belkacem vrij.
Ook in een andere strafzaak, waarbij Belkacem beschuldigd werd van verboden wapenbezit, werd hij vrijgesproken.
In juli 2006 werd hij dood in zijn bed aangetroffen met schuim op zijn mond in zijn woning in Zierikzee. Omdat de omstandigheden rondom zijn dood onduidelijk waren, stelde de politie een onderzoek in. Hij zou mogelijk zijn geliquideerd door middel van vergiftiging. Op 24 november 2006 werd bekend dat het onderzoek geen aanwijzingen in die richting had opgeleverd. Op 31 mei 2007 maakten het Openbaar Ministerie en de politie bekend dat ook verder geen aanknopingspunten voor een misdrijf waren gevonden, en dat het onderzoek daarom was afgesloten.